# جاكوب بيل
جاكوب بيل (بالدنماركية: Jakob Piil)‏ مواليد 9 مارس 1973 في الدنمارك، هو دراج دانمركي سابق في صنف سباق الدراجات على الطريق. سبق أن شارك في دورة الألعاب الأولمبية الصيفية.

## سجل النتائج

### سباقات أو مراحل فاز بها
- طواف فرنسا
- طواف إسبانيا

## الميداليات
| الميدالية | المسابقة                       |
| --------- | ------------------------------ |
| فضية      | الألعاب الأولمبية الصيفية 2000 |

## روابط خارجية
- جاكوب بيل على موقع الاتحاد الدولي للدراجات (الإنجليزية)
- جاكوب بيل على موقع أرشيف الدراجات (الإنجليزية)
- جاكوب بيل على موقع إحصائيات الدراجات الإحترافية (الإنجليزية)
- جاكوب بيل على موقع نسبة الدراجات (الإنجليزية)
- جاكوب بيل على موقع CycleBase (الإنجليزية)
- جاكوب بيل على موقع أوليمبيديا (الإنجليزية)